# Ammanur
Ammanur es una ciudad censal situada en el distrito de Ranipet en el estado de Tamil Nadu (India). Su población es de 7731 habitantes (2011). Se encuentra a 68 km de Vellore y a 69 km de Chennai.

## Demografía
Según el censo de 2011 la población de Ammanur era de 7731 habitantes, de los cuales 3808 eran hombres y 3923 eran mujeres. Ammanur tiene una tasa media de alfabetización del 89,74%, superior a la media estatal del 80,09%: la alfabetización masculina es del 95,04%, y la alfabetización femenina del 84,59%.